# Screen Awards
Los Screen Awards son una ceremonia anual de entrega de premios celebrada en India en honor a la excelencia profesional en Bollywood. La selección de nominaciones y premios la realiza un panel de distinguidos profesionales de la industria. El nombre de las ceremonias anuales está precedido por la red de presentación; los primeros Star Screen Awards se transmitieron por Star Plus en 2000 hasta 2011, después de lo cual los Colors Screen Awards se presentaron en Colors y Life OK Screen Awards en Life OK, cada uno por un período de dos años. A partir de 2016, Star continúa manteniendo los derechos de distribución de televisión.

## Premios

### Premios del jurado
- Mejor película
- Mejor director
- Mejor actor
- Mejor actriz
- Mejor actor de reparto
- Mejor actriz de reparto
- Mejor villano
- Mejor comediante
- Mejor director musical
- Mejor letrista
- Mejor cantante de playback masculino
- Mejor cantante de playback femenino
- Mejor actor debutante
- Mejor actriz debutante

### Premios de la crítica
- Mejor actor de la crítica
- Mejor actriz de la crítica

### Premios de elección popular
- Mejor actor
- Mejor actriz

### Premios técnicos
- Mejor historia
- Mejor guion
- Mejor diálogo
- Mejor música de fondo
- Mejor edición
- Mejores efectos visuales
- Mejor dirección de arte
- Mejor película de acción
- Mejor fotografía
- Mejor coreografía
- Mejor diseño de sonido

### Premios especiales
- Premio a la trayectoria
- Jodi No. 1
- Mejor artista infantil
- Premio especial del jurado
- Artista del año (2010)
- Mejor película animada (2009)
- Mejor película en inglés (2009)
- El mejor talento fresco
- Screen Award a la mejor Jodi de la década
- Screen Award al Showman of the Millennium - Raj Kapoor (2002)
- Screen Award al mejor intérprete del año - Ekta Kapoor (2012)
- Screen Legend of Indian Cinema Award - Amitabh Bachchan (2013)